# Yellow Fields
Yellow Fields is het tweede album dat de Duitse contrabassist Eberhard Weber uitbrengt; ditmaal onder eigen naam. Het album is opgenomen in de Tonstudio Bauer te Ludwigsburg, waar meer albums voor ECM records werden/worden opgenomen.

## Musici
- Eberhard Weber – bas;
- Charlie Mariano – sopraansaxofoon, Shenai, Nagaswaram (beide exotische blaasinstrumenten);
- Rainer Brüninghaus – toetsen;
- Jon Christensen – drums, percussie.

## Composities
1. Touch (4:59)
2. Sand-Glass (15:31)
3. Yellow Fields (10:04)
4. Left Lane (13:37)

Alle composities van Eberhard Weber.